# Drop-in replacement
Drop-in replacement (deutsch sinngemäß etwa Ersatz zur sofortigen Verwendung) ist ein Begriff aus der Informatik und anderen Technikdisziplinen. Der Begriff bezeichnet die Fähigkeit einer Software-Komponente oder eines Bauteils, eine bestehende Komponente zu ersetzen und zu ihr vollständig kompatibel zu sein. Für den Systemintegrator ergibt sich der Vorteil, dass die Migration nahtlos ohne umfangreiche Systemänderungen durchgeführt werden kann.
Beispiele für drop-in replacements:
- Postfix oder qmail ersetzen Sendmail[1] und sind zu der von Sendmail verwendeten Kommandozeilenschnittstelle kompatibel.
- MariaDB ersetzt MySQL, wobei es kompatibel zur Datenbank, dem SQL-Dialekt und den meisten Tools ist.